# Drobeta-Turnu Severin
Drobeta-Turnu Severin er hovedstaden i distriktet Mehedinţi i Rumænien.
Byen, der har 79.865 (2021) indbyggere, ligger på Donau lidt ned fra Jernporten og ruinerne af Trajans bro. I oldtiden hed den "Drobetae" men i middelalderen fik den navnet "Turnu Severin" (rumænsk: "Nordlige Tårn"). De to navne blev sammenslået i 1972: Drobeta-Turnu Severin.
Født i Drobeta-Turnu Severin:
- Ion Girgutu, statsminister af Rumænien i 1940